# FK Teplice v evropských fotbalových pohárech
Toto je přehled všech výsledků fotbalového klubu FK Teplice v evropských fotbalových pohárech.

## Přehled výsledků v evropských pohárech
| Sezóna  | Soutěž           | Kolo        | Klub                   | Skóre          | Střelci branek |
| ------- | ---------------- | ----------- | ---------------------- | -------------- | --- |
| 1971/72 | Pohár UEFA       | 1. kolo     | GKS Zagłębie Wałbrzych | 2:4 (0:1, 2:3) | Pavel Stratil, Rudolf Smetana                                                                                                 |
| 1999/00 | Liga mistrů UEFA | 3. předkolo | Borussia Dortmund      | 0:2 (0:1, 0:1) | |
| 1999/00 | Pohár UEFA       | 1. kolo     | Ferencvárosi TC        | 4:2 (3:1, 1:1) | Martin Frýdek, Michal Kolomazník, Marián Řízek, Miroslav Rada                                                                 |
|         |                  | 2. kolo     | RCD Mallorca           | 1:5 (1:2, 0:3) | Pavel Verbíř |
| 2002    | Pohár Intertoto  | 2. kolo     | CD Santa Clara         | 9:2 (5:1, 4:1) | Divecký, Patrik Gross, Vladimír Leitner, Pavel Verbíř, Luděk Zelenka, Michal Doležal, Pavel Horváth (z pen.), Vlastimil Ryška |
|         |                  | 3. kolo     | 1. FC Kaiserslautern   | 5:2 (1:2, 4:0) | (z pen.), Pavel Horváth, Petr Voříšek, Luděk Zelenka, Pavel Verbíř                                                            |
|         |                  | Semifinále  | Bologna FC             | 2:8 (1:5, 1:3) | Luděk Zelenka, Damir Grlić |
| 2003/04 | Pohár UEFA       | 1. kolo     | 1. FC Kaiserslautern   | 3:1 (2:1, 1:0) | Jan Rezek, Henrich Benčík |
|         |                  | 2. kolo     | Feyenoord              | 3:1 (2:0, 1:1) | Michal Doležal, Jan Rezek, Pavel Horváth (z pen.)                                                                             |
|         |                  | 3. kolo     | Celtic FC              | 1:3 (0:3, 1:0) | Jiří Mašek |
| 2004    | Pohár Intertoto  | 1. kolo     | MFC Sopron             | 3:2 (0:1, 3:1) | Pavel Veleba, vlastní Lambulić                                                                                                |
|         |                  | 2. kolo     | FK Šinnik Jaroslavl    | 1:4 (1:2, 0:2) | Pavel Verbíř (z pen.) |
| 2005/06 | Pohár UEFA       | 2. předkolo | FK Partizan Minsk      | 3:2 (1:1, 2:1) | Emil Rilke |
|         |                  | 1. kolo     | Espanyol Barcelona     | 1:3 (1:1, 0:2) | Tomáš Jirsák |
| 2006    | Pohár Intertoto  | 2. kolo     | Grasshopper            | 0:4 (0:2, 0:2) | |
| 2009/10 | Evropská liga    | 4. předkolo | Hapoel Tel Aviv FC     | 2:3 (1:2, 1:1) | Tomáš Vondrášek, Martin Klein                                                                                                 |